# Serra do Apiaú
Serra do Apiaú är ett högland i Brasilien.   Det ligger i delstaten Roraima, i den nordvästra delen av landet, 2 600 km nordväst om huvudstaden Brasília.
I omgivningarna runt Serra do Apiaú växer i huvudsak städsegrön lövskog. Trakten runt Serra do Apiaú är nära nog obefolkad, med mindre än två invånare per kvadratkilometer.